# (10118) 1992 UK1
1992 يو كي 1 (ويعرف أيضًا باسم (10118) 1992 يو كي 1 وفق تسمية الكوكب الصغير) (بالإنجليزية: 1992 UK1)‏ هو كويكب ضمن حزام الكويكبات؛ وترتيبه 10118 من حيث الاكتشاف.
اكتُشف هذا الجُرم الفلكي بواسطة هيروشي كانيدا في 19 أكتوبر 1992.

## وصلات خارجية
- (10118) 1992 UK1 في قاعدة بيانات مختبر الدفع النفاث لأجرام النظام الشمسي الصغيرة

- الاكتشاف · مخطط المدار ·  العناصر المدارية · المعلمات المادية

- (10118) 1992 UK1 على موقع ويكي سكاي: DSS2, SDSS, GALEX, IRAS, Hydrogen α, X-Ray, Astrophoto, Sky Map, Articles and images